# Liste kiribatischer Persönlichkeiten
Siehe auch: Kiribati

## Politik
- Arthur Francis Grimble, ehemaliger Ständiger Kommissar (Resident Commissioner), britischer Kolonialverwalter
- Taomati Iuta, ehemaliger Vizepräsident
- Taneti Mamau (* 1960), amtierender Präsident
- Henry Evans Maude (1906–2006), ehemaliger Ständiger Kommissar (Resident Commissioner), britischer Kolonialverwalter
- Rota Onorio (1919–2004), ehemaliger Vorsitzender des Staatsrats
- Teima Onorio (* 1963), amtierende Vizepräsidentin
- Tion Otang, ehemaliger Vorsitzender des Staatsrats
- Naboua Ratieta (1938–1986), Politiker, Parteigründer der Gilbertese National Party und erster Chief Minister
- Ieremia Tabai (* 1950), ehemaliger Präsident
- Tekiree Tamuera (* 1940), ehemaliger Vorsitzender des Staatsrats
- Teatao Teannaki (1936–2016), ehemaliger Präsident und Vizepräsident
- Ata Teaotai, ehemaliger Vorsitzender des Staatsrats
- Tembinok', ehemaliger Herrscher von Abemama, Aranuka and Kuria (19. Jahrhundert)
- Tewareka Tentoa, ehemaliger Vizepräsident
- Beniamina Tinga, ehemaliger Vizepräsident
- Teburoro Tito (* 1953), ehemaliger Präsident
- Anote Tong (* 1952), ehemaliger Präsident
- Harry Tong, Politiker

siehe auch: Liste der Präsidenten von Kiribati

## Religion
- Hiram Bingham II., amerikanischer Missionar, Bibelübersetzer
- Ernest Sabatier (1886–1965), französischer Missionar, Lexikograf
- Paul Eusebius Mea Kaiuea (1939–2021), römisch-katholischer Bischof von Tarawa und Nauru
- Bureieta Karaiti, Generalsekretär der Kiribati Protestant Church
- Waitea Abiuta, erster Mormone

## Gesellschaft, Kultur, Musik, Kunst und Literatur
- Raobeia Ken Sigrah, Schriftsteller, Historiker, Klansprecher Rabi (Fidschi) und Banaba
- Abureti Takaio, Schriftsteller
- Teresia Teaiwa, Schriftstellerin, Pädagogin und Frauenrechtlerin
- Keina Tito, Schriftstellerin und frühere First Lady
- Ioteba Tamuera Uriam, Schriftsteller und Musiker, Dichter und Komponist der Nationalhymne

## Sport
- David Katoatau (* 1984), Gewichtheber, Teilnehmer an den Olympischen Sommerspielen 2008
- Kaitinano Mwemweata (* 1984), Leichtathletin, Teilnehmerin der ersten Olympiamannschaft von Kiribati 2004
- Kakianako Nariki (* 1982), Leichtathlet, Teilnehmer der ersten Olympiamannschaft von Kiribati 2004
- Rabangaki Nawai (* 1985), Leichtathlet, Teilnehmer an den Olympischen Sommerspielen 2008
- Meamea Thomas (1987–2013), Gewichtheber, Teilnehmer der ersten Olympiamannschaft von Kiribati 2004
- Mariuti Uan (* 1986), Leichtathlet, Teilnehmer der Leichtathletik-Weltmeisterschaften 2005

## Weitere Persönlichkeiten
- Nabetari

## Gestalten der kiribatischen Mythologie
- Nareau, Schöpfungsmythos